# Stazione di Reggio Ospizio
La stazione di Reggio Ospizio è una fermata ferroviaria posta sulla ferrovia Reggio Emilia-Sassuolo, a servizio del quartiere Ospizio di Reggio Emilia. È gestita dalle Ferrovie Emilia-Romagna (FER).

## Strutture e impianti
La fermata è dotata di un unico binario, servito da un marciapiede basso (25 cm). Non sono presenti sottopassi.
Il sistema di informazioni ai viaggiatori è esclusivamente sonoro, senza tabelloni video di stazione.

## Movimento
La fermata è servita dai treni regionali della tratta Reggio Emilia-Sassuolo, con undici corse quotidiane tra i due capolinea. I treni sono svolti da Trenitalia Tper nell'ambito del contratto di servizio stipulato con la regione Emilia-Romagna.
A novembre 2019, la stazione risultava frequentata da un traffico giornaliero medio di circa 90 persone (43 saliti + 47 discesi).